# بين لونغ
بين لونغ (بالإنجليزية: Ben Long)‏ هو فنان ورسام أمريكي، ولد في 1945.